# Szegvári Gazdasági Vasút
A Szegvári Gazdasági Vasút egy keskeny nyomközű gazdasági vasúti hálózat volt a Dél-Alföldön. Első vonala 1916-ban épült a derekegyházi Weiss Manfréd uradalom vasútjaként, teljes hosszában 1948-ra épült ki. Fénykorában több mint 30 km hosszú vonalhálózatával összekötötte Szegvár, Derekegyház, Nagymágocs és Árpádhalom településeket, szárnyvonalakkal több majort és állami gazdaságot elérve. Főként ipari és mezőgazdasági teherszállításra épült, de Árpádhalom és Nagymágocs között személyszállító vonatok is közlekedtek, a vonal 360-as számmal szerepelt a menetrendekben. A vonatokat C–50-es mozdonyok továbbították. A vasút megszüntetését az 1968-as közlekedéspolitikai koncepció mondta ki. 1971. január 1-jével szűnt meg.

## Története

### A derekegyházi uradalom vasútja
A derekegyházi Weiss Manfréd uradalom korszerű gazdálkodást folytatott a 20. század első évtizedeiben, a kiterjedt, öntözőcsatornákkal behálózott földterületeken kívül gőzmalom, téglagyár, vágóhíd és halgazdaság is tartozott hozzá. Az 1910-es évekre szükségessé vált az uradalom összekötése a vasúthálózattal.
Ekkorra már kiépültek a környező vasútvonalak, az uradalom egy Szentes, Hódmezővásárhely és Orosháza által behatárolt vasúti háromszög közepén feküdt. Mivel új nagyvasúti vonal építése nem volt várható, célszerű volt kisvasút építése, amely jóval olcsóbb megoldás volt, emellett csak az uradalom igényeit kellett kiszolgálnia. Weiss Manfréd báró 1916-ban kapott engedélyt a vasútépítésre, hamarosan meg is épült a Szegvár és Derekegyház közötti kisvasúti vonal. A két világháború között a vasút továbbépült Tompahátig, szárnyvonal épült Ördöngös majorba valamint a halastavakhoz. 1943-ban iparvágány épült a szegvári kendergyárhoz, melyet aluljárón vittek át a nagyvasút alatt. (Ez a megoldás rövid életű volt, mivel 1954-ben nagyobb sebességűre épült át a nagyvasúti vonal, az aluljáró fölötti ív arrébb került.)
A kisvasút csak az uradalom teherszállítási igényeit látta el. A vonalakon lóvontatású lórékocsik közlekedtek.

### A árpádhalmi és nagymágocsi uradalmak vasútjai
Árpádhalom állomás és Árpádhalom major (1956-tól falu) közötti 760 mm nyomtávú kisvasutat 1907-ben építtette gróf Berchtold Lipótné uradalma. Később megépült a déli irányba vezető, Nagymágocs felé eső Szendrei majorba tartó vonalszakasz.
A nagymágocsi Károlyi-uradalom 600 mm nyomtávolságú kisvasúti hálózatot épített 1899-től kezdve a mezőgazdasági termények szállítására a falu és a környező majorok között. A kisvasúti hálózat először a Orosháza–Hódmezővásárhely nagyvasúti vonalhoz csatlakozott Pusztakakasszék rakodóhelynél, de a közelebbi Fábiánsebestyén–Árpádhalom vonal megnyitása után annak Lajostanya (későbbi Nagymágocs) megállóhelyénél kisvasúti átrakó nyílt 1907-ben, így a forgalom erre terelődött. Ez a hálózat az eltérő nyomtáv miatt megszűnéséig függetlenül működött a derekegyházi és árpádhalmi vasutaktól.

### Szentes és Vidéke Gazdasági Vasutak
A második világháború alatt a derekegyházi uradalmi vasút gazdátlanná vált, egyes vágányait a lakosság széthordta. Szentes városa már a két világháború között tervezett egy, a városból kiinduló gazdasági vasúthálózat építését, amely teher- és személyszállítást ellátva összekötötte volna a várost a környező falvakkal és a kiterjedt tanyavilággal. A világháború után újra előkerültek a tervek, és megindult a vasútépítés. A Szentes és Vidéke Gazdasági Vasutak Szövetkezete az egykori derekegyházi, nagymágocsi, felgyői és árpádhalmi uradalmi vasutak felhasználásával hatalmas kisvasúti hálózatot tervezett. A vonalak a következők lettek volna:
- Szentes–Derekegyház–Nagymágocs–Árpádhalom, Derekegyház–Szegvár mellékvonallal
- Szentes–Csanytelek–Baksi szőlők–Sövényháza–Kistelek, mellékvonala Sövényháza-Sándorfalva-Algyő
- Szentes–Fábiánsebestyén–Kiskirályság–Gádoros, leágazással Vekerhát–Vekerzug–Kajánújfalu–Belsőecser–Veresegyháza–Öcsöd felé
- Szentes–Magyartés–Szelevény–Csépa–Tiszasas–Tiszaug–Tiszakürt–Tiszainoka

A szövetkezet vezetője, Szőke Mihály tárgyalásokat folytatott a települések vezetőivel, Algyő, Magyartés, Csanytelek és Derekegyház aktívan részt vettek volna az építkezésben. Az állam 10 éves kölcsönnel havonta 10 000 Ft-ot folyósított, a pénzhiányt részjegyzéssel próbálták csökkenteni. 1947 márciusában üzembe helyezték a helyreállított Csongrád-Felgyő vonalat, mely a Károlyi-féle uradalomé volt a világháború előtt. A következő cél az egykori derekegyházi és árpádhalmi uradalmi vasutak összekötése volt. Ennek érdekében 1948-ban megépült az új vonalnak számító, 10 km hosszú Tompahát-Nagymágocs-Szendrei major szakasz, melyet 1948. április 16-án adtak át. Így kapcsolatba került a derekegyházi hálózat a nagymágocsi 600 mm nyomtávú uradalmi vasúttal, valamint Szendrei majornál a 760 mm nyomtávú egykori árpádhalmi uradalmi vasúttal. Utóbbi vasúton keresztül a hálózat csatlakozott a Fábiánsebestyén–Árpádhalom nagyvasúti vonalhoz. A következő vonalszakasz a Szentes–Derekegyház vonal lett volna, aminek a földmunkái el is készültek, az átadást 1948. április 28-ra tervezték. A vonal azonban soha nem készült el pénzhiány miatt. Szintén pénzhiány miatt elmaradt a nagymágocsi uradalmi vasút 600 mm-es nyomközű vonalainak integrálása a 760 mm-es hálózatba – ezek a Nagymágocsi Állami Gazdasághoz kerültek, és az 1960-as évek elején szűntek meg.
A Szegvár–Árpádhalom kisvasút állami tulajdonba került, és a Gazdasági Vasutak Szegvári Üzemfőnökségeként működött tovább. Rövid elnevezésként a GV Szegvár nevet használták. A kiterjedt Szentes környéki kisvasúti hálózat így nem épült meg. A csongrád-felgyői vonal önálló gazdasági vasút lett, a tervezett tiszazugi vonalrész nagyvasútként épült meg 1952-ben Szelevény–Csépa–Tiszasas–Tiszaug között. A vonalat Kunszentmárton állomásra csatlakoztatták be (lásd Kiskunfélegyháza–Kunszentmárton-vasútvonal).

### A Szegvári Gazdasági Vasút
A vasúthálózat hatósági bejárását 1949. szeptember 12-én tartották. A vasút megkapta az üzemengedélyt. Vonalainak hossza a hálózat legnagyobb kiterjedésekor elérte a 40 kilométert szárnyvonalakkal és iparvágányokkal együtt. A legkisebb ívsugár 40 méter, a legnagyobb emelkedő 8 ezrelékes volt. A pálya 7 és 9,3 kg/m sínekből állt építésekor, később kerültek bele nehezebb 10,9 13,75 és 23,6 kg/m-es sínek. A keresztaljak talpfák, ritkábban vasaljak voltak. Későbbi felújításokkor megjelentek betonaljak is. A 7 kg/m súlyú vágányokon 12 km/h volt, a 23,6 kg/m súlyúakon nagyobb sebességgel lehetett haladni. Az engedélyezett tengelyterhelés 7 kg-os síneken 1,8 tonna, 23,6 kg-os síneken 12 tonna volt.
1954-ben Szegvár állomást átépítette a MÁV, a kisvasút kendergyári iparvágánya ezután már nem aluljárón, hanem szintben keresztezte a nagyvasutat. A kendergyárat eredetileg C-50 mozdonyokkal szolgálták ki, de később tűzveszély miatt kitiltották őket. A kendergyár szamárvontatással oldotta meg a szállítást saját belső hálózatán. (A kendergyár belső hálózata 1963-ban épült a gazdasági vasúttól függetlenül, viszont volt vágánykapcsolata a GV-vel.) 1955-ben a gazdasági vasutak igazgatósága a ördöngös majori vonalrészt, a kláramajori hálózatot valamint a derekegyházi magtárhoz és malomhoz vezető vonalakat a Kláramajori Állami Gazdaságnak adta. Ezeken a vonalrészeken az állami gazdaság szállított saját lórékkal, a gazdasági vasúttól függetlenül. 1960. március 31-én megszűnt a Gazdasági Vasutak Igazgatósága, a vonalakat – így a szegvári hálózatot is – a MÁV vette át MÁV Gazdasági Vasutak néven. 1962-ben a vásárhelyi útnál 200 méter hosszan nyomvonalkorrekciót tartottak, hogy kiiktassanak két ívet.
A vasútnak 1968-ban 20 alkalmazottja volt.
Az 1950-60-as években több terv született a vasút fejlesztésére.
- A vasúthálózat összekötése Árpádhalom falutól kiindulva az Alföldi Kisvasút rákóczitelepi végállomásával. Így a Szegvári GV kapcsolatba került volna a Békés megyét behálózó hatalmas kisvasúti hálózattal.
- A félbehagyott Szentes–Derekegyház vonal megépítése jelentősen növelte volna a személy- és teherforgalmat.
- A kisvasút bevezetése Fábiánsebestyén állomásra a nagyvasút vonalán fonódott vágányként. Így egy harmadik sín lefektetésével normál- és keskeny nyomközű közlekedésre egyaránt alkalmas lett volna a Fábiánsebestyén–Árpádhalom vasútvonal.
- Személyforgalom beindítása a teljes hálózaton

Bár mindegyik terv reális volt, mégsem valósultak meg.

### A megszüntetés
A kisvasút végzetét az 1968-as közlekedéspolitikai koncepció jelentette, mely kimondta az ország teljes gazdasági vasúti hálózatának felszámolását. Tervek szerint a kisvasút 1973-ban szűnt meg, de a Csongrád Megyei Tanács forgalomszervező Bizottsága már 1968-ban kérte a minisztériumot, hogy a gazdasági felülvizsgálatot végezzék el. A vizsgálat veszteséget mutatott ki. Ekkor a hálózat 0–8 km szelvényeiben rendszeres áruforgalom, 22–30 km szelvényeiben rendszeres áru- és személyforgalom volt, míg a középső 8–22 km szelvények közötti részen a forgalom már 1967-ben megszűnt a cukorrépa szállítások leállásával, de a pályát karban tartották. Az üzemelő részek magukban mind nyereségesek voltak, a veszteséget a középső szakasz fenntartása okozta.
Terv született a vasút átvételére: a 0–8 km szelvények közötti szakaszt a derekegyházi téglagyár, a 8–22 km közöttit a derekegyházi és nagymágocsi állami gazdaságok, míg a 22–30 km szelvények közöttit az árpádhalmi és nagymágocsi tanácsok kapták volna meg könyvjóváírással. A MÁV viszont ellenezte a további üzemeltetést, a felszámolást még 1969-ben végre szerette volna hajtani, a 3 szakaszon sorra 1969. szeptember 1-jei, 1969. február 1-jei és 1969. december 31-iki időpontokkal. A téglagyárnak külön bekötőutat kellett volna kiépíteni a vasút pótlására, amelyet nem vállalt. A gyár ennek következtében leállt.
Rövid haladékot kapott még a vasút a kiváltó párhuzamos utak építése miatt. A középső szakasz február helyett szeptember 8-ával szűnt meg, míg a hálózat további részén, a megmaradt Szegvár–derekegyházi téglagyár valamint Nagymágocs tanácsháza–Árpádhalom vonalakon 1971. január 1. 0:00-val szűnt meg a forgalom. Ezzel a teljes hálózat felszámolásra került. A bontást a kisvasút dolgozói végezték, a Tompahát–Szegvár szakasz anyagát Szegvár, míg a Tompahát–Nagymágocs–Árpádhalom szakasz anyagát Árpádhalom állomáson rakták nagyvasútra. A Nagymágocs–Árpádhalom szakasz bontása 1972-ben fejeződött be. Még ebben az évben megszűnt a Árpádhalom–Fábiánsebestyén nagyvasúti vonal is.

## A forgalom

### Járművek
A kezdetben lóvontatású vasútra az 1940-es években került az első szertartályos gőzmozdony. Feltehetően 1957-ben selejtezték, a kismozdonyt a szegvári állomáson lángvágóval vágták szét. Üzemelt még egy Hoffer traktorból átalakított mozdony is, de erről nincs több adat.
1953-ban érkeztek meg az első C-50-es dízelmozdonyok, melyből négyet kapott a vasútüzem. Ezek GV 223, GV 224, GV 328 és GV 329 pályaszámúak voltak. A GV 223, 224 és 329 mozdonyok csak néhány évig üzemeltek itt. Helyükre érkeztek a GV 3718 és 3746 mozdonyok. A GV 328-as 1957-től GV 3728-as számot viselte.
1969-ben, mikor két részre szakadt a hálózat a 3728-as mozdony a szegvári, a 3718 és 3746 mozdonyok a nagymágocsi vonalra kerültek. Itt érték meg a megszüntetést, a 3718 és 3746 mozdonyok részt vettek a pálya bontásában. A pályafenntartás rendelkezésére állt egy 250 cm3-es Csepel motorral ellátott vágánygépkocsi, amelyet Szegváron tároltak.
Négy személykocsi volt a vonalon, két régi Ba sorozatú (Ba 54002 és Ba 54003), majd az 1950-es években jelent meg a gazdasági vasutakon jellemző Bak sorozatú új személykocsi, ebből 1 db (Bak 54008) került a vasútra. Szegváron volt még egy Ga 54505 számú szükség-személykocsi is.
A teherkocsi-állományt 1966-ban 42 db tehervagon és 45 db lóré jelentette. Az R jelű lórék az uradalmi időszakból maradtak itt, a teherkocsikat (19 db J, 12 db Ja, 5 db Jah, 5 db Nah és 1 db It sorozatú) az 1950-es években kapta a vasút.

### Személyforgalom

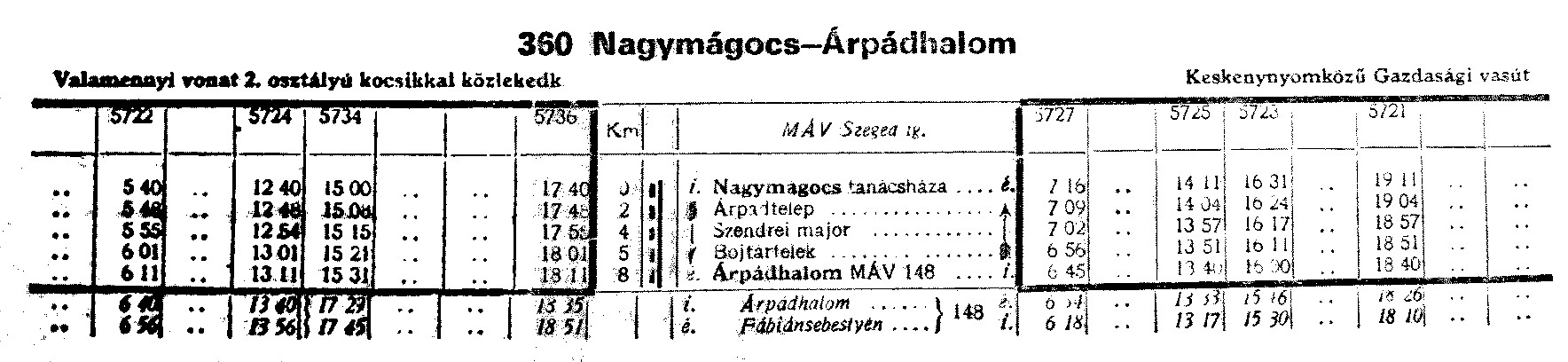
A kisvasút menetrendje az 1960-as évek végén

A kisvasúton Árpádhalom MÁV állomás és Nagymágocs között volt menetrend szerinti személyforgalom. Naponta 4 pár személyvonat közlekedett itt, csatlakozással Fábiánsebestyén és Szentes felé. Régebben volt személyforgalom Árpádhalom MÁV állomás és a falu között (kb. 1,5 km távolságon), de ez megszűnt a teherforgalommal együtt az 1950-es évek közepén. A személyvonatok általában C50 + Ba + Bak összeállításban közlekedtek. Az 1950-es években gyakran előfordult, hogy három kocsival közlekedő vonatok is tömve voltak utassal, még a lépcsőn is utaztak. Az utasszám az 1960-as években visszaesett, amikor új autóbuszjárat indult Nagymágocs és Szentes között, amely rövidebb úton átszállás nélküli utazást biztosított. 1966-ban a vasútüzem 77255 utast szállított 655397 utaskilométeres teljesítménnyel, a napi átlagos utasszám 211-212 fő volt, ami vonatonként átlagosan 26-27 főt jelentett. Az utazások általában rövid távúak voltak, a forgalom főleg Szentesre irányult.
Az 1959. január 1-jétől érvényes díjszabás a következő volt:
| Táv     | Teljesárú | Menettérti | Dolgozók hetijegye | Dolgozók havijegye | Tanulók havijegye | Kerékpár viteldíj |
| ------- | --------- | ---------- | ------------------ | ------------------ | ----------------- | ----------------- |
| 0–5 km  | 1,10 Ft   | 1,80 Ft    | 3 Ft               | 13 Ft              | 8 Ft              | 1,80 Ft           |
| 6–10 km | 2,20 Ft   | 3,50 Ft    | 4,30 Ft            | 18,60 Ft           | 12 Ft             | 1,80 Ft           |

Más vonalakon menetrend szerinti személyforgalom nem volt. Szegvár és a téglagyár között időszakosan munkásvonat járt áprilistól októberig. Az 1960-as évek végéig Kláramajor és Derekegyház között a Derekegyházi Állami Gazdaság iskolásgyerekeket szállított lóvontatású fedett kocsiban iskolaidőben.

### Teherforgalom
A vasutat ipari és mezőgazdasági termények szállítására használták. A gazdasági vasutak előnye volt a repülővágányok használata: ezeket betakarításkor lefektették a területen, majd a munkák végeztével fölszedték. Legjelentősebb volt a tégla, cukorrépa, szén és kender fuvarozása. Az 1950-es években az ördöngösi vonalon hízókat, míg a Klára-majori tavaknál halat is szállítottak. (Ezek a vonalrészek az állami gazdasághoz tartoztak, a ) A fő fuvaroztatók a következők voltak az 1960-as években:
| Derekegyházi téglagyár                         | szén, tégla, tetőcserép, sóder, deszka |
| Szegvári Kendergyár                            | kender, salak, zúzottkő                |
| Derekegyházi Földműves Szövetkezet             | szén                                   |
| Nagymágocsi Szociális Otthon                   | szén, tégla, tűzifa                    |
| Aranykalász Tsz., Tompahát                     | betonkavics, műtrágya                  |
| Községi tanács, Derekegyháza                   | tégla, beton, járdalap                 |
| Mezőhegyesi cukorgyár                          | cukorrépa                              |
| Derekegyházi Állami Gazdaság                   | tégla                                  |
| Szegvári Földműves Szövetkezet                 | tégla                                  |
| Derekegyházi Szociális Otthon                  | szén                                   |
| Nagymágocsi Földműves Szövetkezet TÜZÉP telepe | szén, tégla, építőanyagok, vasáruk     |

1967-től megszűnt a cukorrépa kisvasúti szállítása, melyet ezután közúton szállítottak a székkutasi vasútállomásra. Az utolsó években visszaesett a tégla szállítása is. Kis mértékben növekedett viszont a szállított szén, kő, kavics, cement mennyisége. 1968-ban a nagymágocsi Tüzép telep naponta átlagosan 33 tonna árut fuvaroztatott.

## Terv új kisvasút építésére
2009-ben kisvasút építését tervezte a szegvári önkormányzat, ami a falumúzeumot vagy a polgármesteri hivatalt kötötte volna össze Csordajárással. A vasút alapanyagául a szegvári kendergyár keskeny nyomközű vasúthálózata szolgált volna. (Ez a vasúti hálózat a GV-től függetlenül épült ki, de vágánykapcsolat volt közöttük.)
Később az önkormányzat tervei megváltoztak, és a meglévő kendergyári pálya alkalmi üzemeltetését tűzte ki célul. Önkéntesek 2010-ben, 2011-ben és 2012-ben is üzembe helyezték a kendergyári vonalhálózatot augusztus 20-i ünnepségek alkalmából. Az önkormányzat ezt a vasutat mutatványos vasútként kívánja üzemeltetni.

## Külső hivatkozások
- A Szegvári GV járművei a kisvasut.hu adatbázisában[halott link]